# Lowellville (Ohio)
Pour les articles homonymes, voir Lowellville.
Lowellville est un village américain situé dans le comté de Mahoning, dans l'Ohio. Selon le recensement de 2010, sa population est de 1 155 habitants.